# آرون سلايت
آرون سلايت (بالإنجليزية: Aaron Slight)‏ مواليد 19 يناير 1966، هو متسابق دراجات نارية نيوزلندي. نافس في بطولة العالم للسوبربايك.

## روابط خارجية
- آرون سلايت على موقع WorldSBK.com (الإنجليزية)